# Федино
Федино (рос. Федино) — присілок у Солнечногорському районі Московської області Російської Федерації.

## Розташування
Федино входить до складу міського поселення Солнечногорськ, воно розташовано на північ від Солнечногорська, неподалік від річки Лутосня, поруч із озером Сенеж. Найближчий населений пункт — Тимоново.

## Населення
Станом на 2010 рік у присілку проживало 0 людей